# Омега (Севастополь)
Оме́га (крим. Omeğa) — житловий район в Гагарінському районі Севастополя на березі Крублої бухти. Складається з комплексів Омега, Омега-2, Омега-2-А, Перлина Омеги, Омега-Сіті та Бухта Омеги.
Основні вулиці: Античний проспект, Вулиця Челнокова.
В районі розтошовується однойменний пляж.